# میچل برجس
میچل برجس (انگلیسی: Mitchell Burgess) فیلم‌نامه‌نویس و تهیه‌کننده تلویزیونی اهل ایالات متحده آمریکا است.
از فیلم‌ها یا مجموعه‌های تلویزیونی که وی در آن‌ها نقش داشته‌است، می‌توان به نجیب‌زادگان و سوپرانوز اشاره نمود.
وی همچنین برندهٔ جوایزی همچون جایزه انجمن نویسندگان آمریکا شده‌است.